# Патлейнски манастир (IX век)
Вижте пояснителната страница за други значения на Свети Пантелеймон.
Патлейнският манастир „Свети Пантелеймон“ е средновековен православен манастир. Представлява археологически обект, част от наследството на Втората българска столица Преслав. Манастирът е един от най-изявените центрове на производство на рисувана декоративна керамика.

## Местоположение
Манастирът е разположен на територията на поддържан резерват Патлейна в Драгоевска планина високо на десния бряг на река Голяма Камчия и на около 6 km южно от Велики Преслав и 2,5 km от външната крепостна стена на старата столица. Предполага се, че манастирът е дал и името на местността, в която се намира.

## Исторически сведения
Основан е през IX в. а през 971 г. е разрушен от византийците и многократно е ограбван, опустошаван и разрушаван от печенеги и кумани. Понастоящем от манастира са запазени останки. В периода 1909 – 1914 г. са извършени разкопки и проучване на останките му. Според изследователите му манастирът е бил важно книжовно средище по време на Първата българска държава. Съществува остаряла хипотеза, че тук са творили учениците на свети свети равноапостолни Кирил и Методий – Климент и Наум. Тук е и един от центровете на Преславската книжовна школа. Има хипотеза, че тук е бил замонашен и по-късно умира цар Борис I.
Според други проучвания се налага мнението, че манастирът е бил по-скоро художествено-производствен център, а не книжовно средище. При извършване на разкопките е открита керамична икона на Св. Теодор Стратилат от Х в. Днес тя се съхранява в Националния археологически музей. От същото време IX – Х век са намерени керамични икони на Св. ап. Филип, Евангелист Марко, Разпятие, бронзова матрица на икона на благославящ Христос седнал на трон, над която е поместено изображение на Богомайката „Платитера“. Манастирът е обявен за паметник на културата.

## Описание
Патлейнският манастир е представлявал комплекс от кръстокуполна църква, жилищни и стопански сгради. Оформени са три двора – съответно молитвен, жилищен и стопанско-производствен с керамични и стъкларски работилници. Разкрита е и вкопана в земята гробница. Централното ядро е ограничено от изток и север с постройки и оградни зидове отворен двор, в средата на който се издига църквата. На юг местността е пресечена и са изградени три корпуса ориентирани в посока север-юг.
Църквата е преустройвана. Първоначално е била кръстокеуполна с притвор и една апсида с обща дължина 12,60 м и четири свободни подпори за поддържане на купола. След преустройството се подсилват страничните стени. Изградени са две странични апсиди към олтарната част, а към западната фасада са прибавени две правъягълни помещения. Вътрешността на църквата е била богато украсена от мраморни цокълни плочи с орнаментални фризове. Облицовката по стените е била от рисувани керамични плочки, на пода – с разноцветни мозаечни пана.
На няколко метра северно от църквата и ниско под нея се е намирала монашеската крипта с шест зидани гробни камери.
В сградите оформящи двора са се помещавали килиите на монасите, а в приземията са били складове и ателиета за керамиа.

## Наследство
През 1940-те години на склона над археологическите разкопки на манастира е изграден нов мъжки манастир. Новият манастир „Свети Пантелеймон“ е действащ, с игумен иеромонах Константин. В миналото, сградата е използвана за почивен дом, а днес отец Константин обитава скромна килия в нея и служи в малък параклис, изграден преди години.